# Chiniquodon
Chiniquodon is een geslacht van uitgestorven carnivore tetrapoden die tot de Therapsida behoort. Het leefde tussen het Midden-Trias en het Boven-Trias (Ladinien - Carnien, ongeveer 240 - 233 miljoen jaar geleden) en zijn fossiele overblijfselen zijn gevonden in Zuid-Amerika (Brazilië, Argentinië), Madagaskar en Afrika (Namibië, Otjiwarongo-bassin).

## Beschrijving
Chiniquodon varieerde in grootte van een vos tot een grote hond met een schedellengte van tien centimeter. Het hoofd was erg groot in vergelijking met het lichaam, maar de schedel moest hersenen van beperkte omvang bevatten. Het slaapvenster was extreem groot en besloeg meer dan de helft van het gehele schedelgebied in dorsaal zicht. Deze openingen moesten zeer krachtige spieren van de kaken huisvesten. Het dentarium strekte zich uit boven de jukbeenderen, terwijl de resterende botten van de kaak sterk waren verkleind. Er was een groeve in de achterkant van de jukbeenderen, waar mogelijk een gehoorgang was die naar het trommelvlies leidde. Het lichaam had ribben zonder ribbenplaten, terwijl de staart relatief kort en dun was.
De achterpoten waren slank maar sterk, net als het schouderblad. De achterpoten bewogen parasagittaal, in één vlak van voor naar achter in de lengterichting, vergelijkbaar met zoogdieren. Het hielbeen strekte zich naar achteren uit en vormde een soort 'hiel', waar de achillespees werd aangehecht. Deze structuur zorgde voor een versterkte afzet bij elke stap.

## Classificatie
Chiniquodon werd voor het eerst beschreven in 1936, op basis van fossielen gevonden in de Santa Maria-formatie in Brazilië. Friedrich von Huene, auteur van de beschrijving, bedacht de naam Chiniquodon theotonicus en wees dit dier toe aan de cynodonten, een groep geëvolueerde therapsiden, zeer dicht bij de oorsprong van zoogdieren. Von Huene beschreef ook een andere zeer vergelijkbare cynodont, die hij Belesodon magnificus noemde; het laatste dier wordt momenteel beschouwd als een synoniem van Chiniquodon theotonicus. Chiniquodon theotonicus werd ook gevonden in de Chanares-formatie in Argentinië. Andere soorten toegeschreven aan Chiniquodon zijn Chiniquodon sanjuanensis uit Argentinië, bekend om een schedel die aanvankelijk werd toegewezen aan de zeer vergelijkbare Probelesodon en die verschilt van de typesoort in details van de jukbeenboog en tanden (Abdala en Giannini, 2002), en Chiniquodon kalanoro, bekend van een onderkaak gevonden in Madagaskar (Kammerer, 2010). Een andere Braziliaanse soort, Chiniquodon brasilensis, is nog niet formeel beschreven. De soort Chiniquodon omaruruensis werd in plaats daarvan gevonden in Namibië (Smith en Swart, 2002).
Chiniquodon wordt beschouwd als zeer dicht bij de oorsprong van zoogdieren staand, op basis van kenmerken van de kaak en ledematen. De familie waartoe hij behoort (Chiniquodontidae) maakt deel uit van een clade (Chiniquodontoidea) die ook de directe voorouders van zoogdieren en de zoogdieren zelf omvat.

## Paleoecologie
Chiniquodon was een vrij snelle landbewonende carnivoor, die leefde in een omgeving waar zelfs de oudste vleesetende dinosauriërs al aanwezig waren. Het is mogelijk dat de snellere en efficiëntere dinosauriërs hebben geleid tot het uitsterven van Chiniquodon en zijn naaste verwanten.